# Gronaulax laticampus
Gronaulax laticampus är en stekelart som först beskrevs av Günther Enderlein 1920.  Gronaulax laticampus ingår i släktet Gronaulax och familjen bracksteklar. Inga underarter finns listade i Catalogue of Life.